# Daniel Caro Borda
Daniel Caro Borda (Bogotá, 22 de diciembre de 1939) es un sacerdote católico, teólogo, educador y filósofo colombiano. Fue el primer obispo de la sede de Soacha, desde el 2003 hasta su retiro voluntario en 2016. Actualmente es el Obispo Emérito de dicha diócesis.

## Biografía
Daniel nació en Bogotá, el 22 de diciembre de 1939.
Inició sus estudios secundarios en el Seminario Menor de Zipaquirá, y también los de Filosofía y Teología en el Seminario Mayor de San José de Bogotá. Se graduó como licenciado en Teología Bíblica en Roma, cursando en la Pontificia Universidad Gregoriana.

### Sacerdocio
Daniel fue ordenado sacerdote el 15 de agosto de 1963, y fue enviado a la Diócesis de Zipaquirá.

### Episcopado
El 9 de septiembre de 2000 fue ordenado obispo por el Papa Juan Pablo II. En el 2003, luego de una activa gestión de varios obispos de Colombia, incluyendo Daniel Caro, el papa erigió las diócesis urbanas de Fontibón, Engativá y Soacha, siendo esta última de la que Caro Borda sería titular.
El papa lo nombró como primer obispo de Soacha, el 6 de agosto de 2003, siendo ordenado el 14 de septiembre del mismo año. Fue rector del Colegio Bolívar, de tradición salesiana, en 2004, siendo obispo de Soacha.
Se retiró de la sede el 29 de junio de 2016, de manera voluntaria. Desde su retiro ha vivido como Obispo Emérito en la sede de la Diócesis, la Catedral de Jesucristo Nuestra Paz, en el barrio León XIII de Soacha.